# S.P.Q.R. - Sembrano Proprio Quasi Romani
S.P.Q.R. - Sembrano Proprio Quasi Romani (The Roman Holidays) è una serie televisiva animata statunitense del 1972, creata da William Hanna e Joseph Barbera.
La serie è ambientata nell'antica Roma, intorno al 63 d.C., con uno sguardo alla "vita moderna" (ed un tocco degli anni settanta), visto attraverso gli occhi di Gustus Festus e la sua famiglia.
La serie è stata trasmessa per la prima volta negli Stati Uniti su NBC dal 9 settembre al 2 dicembre 1972, per un totale di 13 episodi ripartiti su una stagione. In Italia è stata trasmessa su Rai 1 dal 7 gennaio 1980.

## Trama
Gustus Festus, la moglie Julia Festus, la loro figlia Precocia (che, oltre ad essere la più giovane della famiglia, è anche intellettualmente molto dotata) ed il loro figlio adolescente Happius, originari di Pompei, risiedono nel Condominio Venere di Milo gestito da loro padrone di casa Sig. Sfrattus, verso il quale Gus grida lo slogan "Sfrattus, ci sfratterà!"
Gustus Festus lavora per un supervisore prepotente di nome Rockfellerus nella Società di costruzioni Forum, e dopo aver sollevato marmo per una dura giornata di lavoro, viene accolto dall'animale domestico della famiglia Festus, un leone di nome Leoncio.

## Episodi
| n° | Titolo originale                                 | Titolo italiano     | Prima TV USA        | Prima TV Italia |
| -- | ------------------------------------------------ | ------------------- | ------------------- | --------------- |
| 1  | Double Date                                      |                     | 9 settembre 1972    | 7 gennaio 1980  |
| 2  | The Lion's Share                                 |                     | 16 settembre 1972   | 14 gennaio 1980 |
| 3  | Star For A Day                                   |                     | 23 settembre 1972   | 21 gennaio 1980 |
| 4  | Hero Sandwich                                    |                     | 30 settembre 1972   | 28 gennaio 1980 |
| 5  | The Big Split Up                                 |                     | 7 ottobre 1972      | 4 febbraio 1980 |
| 6  | Hectic Holiday                                   |                     | 14 ottobre 1972     |                 |
| 7  | Switch Is Which                                  |                     | 21 ottobre 21, 1972 |                 |
| 8  | That's Show Biz                                  |                     | 28 ottobre 1972     |                 |
| 9  | Double Dilemma                                   |                     | 4 novembre 1972     |                 |
| 10 | A Funny Thing Happened On The Way To The Chariot |                     | 11 novembre 1972    |                 |
| 11 | Buried Treasure                                  | Tesoro sepolto      | 18 novembre 1972    |                 |
| 12 | Cyrano De Happius                                | Cyrano De Happius   | 25 novembre 1972    |                 |
| 13 | Father Of The Year                               | Gus padre dell'anno | 2 dicembre 1972     | 1º marzo 1980   |

## Personaggi
| Nome italiano                  | Nome originale   | Doppiatore originale | Doppiatore italiano |
| ------------------------------ | ---------------- | -------------------- | ------------------- |
| Gustus Festus                  | Gus Holiday      | Dave Willock         | Franco Latini       |
| Julia Festus                   | Laurie Holiday   | Shirley Mitchell     | Isa Di Marzio       |
| Precocia Festus                | Precocia Holiday | Pamelyn Ferdin       | Isa Di Marzio       |
| Happius Festus                 | Happius Holiday  | Stanley Livingston   | Massimo Rossi       |
| Felicia Festus                 |                  |                      |                     |
| Il Leone Leoncio               | Brutus the Lion  | Daws Butler          | Franco Latini       |
| Sig. Sfrattus                  | Mr. Evictus      | Dom DeLuise          | Vittorio Di Prima   |
| Sig. Rockfellerus              | Mr. Tycoonius    | Hal Smith            | Manlio Guardabassi  |
| Grovia (La ragazza di Happius) | Groovia          | Judy Strangis        |                     |
| Herman (il padre di Grovia)    | Herman           | Harold Peary         | Sergio Tedesco      |
| Henrietta (la madre di Grovia) | Henrietta        | Janet Waldo          | Elsa Camarda        |

## Nelle altre lingue
- portoghese: Os Mussarelas ("I Mozzarella")
- galiziano: Festas de Roma ("Vacanze a Roma")
- tedesco: Die verrückten Holidays ("Le pazze Feste")
- spagnolo: Roma me da risa ("Roma mi fa ridere")
- inglese: The Roman Holidays ("Vacanze romane")

## Fumetti
La Gold Key Comics ha prodotto, negli Stati Uniti d'America, un fumetto basato sulla serie nel 1973. Furono pubblicate solo quattro uscite.